# Hermann Staudinger
Hermann Staudinger (ur. 23 marca 1881 w Wormacji, zm. 8 września 1965 we Fryburgu Bryzgowijskim) – niemiecki profesor chemii politechniki w Karlsruhe (1908–1912), Zurychu (1912–1921) i Fryburgu (od 1921 r.).

## Życiorys
Otrzymał i wyizolował jako pierwszy keteny (1905). Prowadził badania organicznych związków fosforu (m.in. reakcja Staudingera), alifatycznych związków dwuazowych, insektycydów (od roku 1924), syntetycznych olejków aromatycznych.
Od 1921 roku zajął się badaniami fizykochemicznymi polimerów zarówno naturalnych, jak i biopolimerów. Opracował teorię roztworów związków wielkocząsteczkowych, która wyjaśniła proces tworzenia się ich koloidów.
Opracował metody analityczne i stworzył teorię wiskozymetrii – techniki umożliwiającej we względnie prosty sposób oznaczanie średnich mas cząsteczkowych polimerów.
W 1953 roku Staudinger otrzymał Nagrodę Nobla w dziedzinie chemii.

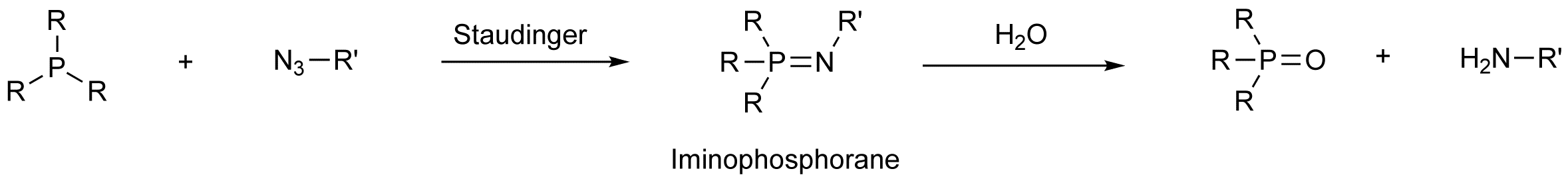
Reakcja Staudingera